# Michaił Malcew
Michaił Mitrofanowicz Malcew (ros. Михаил Митрофанович Мальцев, ur. 10 listopada?/23 listopada 1904 w Gorłówce, zm. 25 kwietnia 1982 w Moskwie) – funkcjonariusz NKWD, generał major, komendant obozu (łagru) w Workucie, Bohater Pracy Socjalistycznej (1949).

## Życiorys
Po 4 latach nauki w szkole kolejowej wstąpił 1918 do „czerwonej” partyzantki w bachmuckim oddziale M. Kabanowa, od III 1919 w Armii Czerwonej, adiutant dowódcy zwiadu konnego 81 pułku strzeleckiego 9 Dywizji na Froncie Południowym wojny domowej. 1921 uczestnik agresji Rosji Radzieckiej na Gruzję i sowietyzacji Gruzji. 
VII 1922 zdemobilizowany, został ślusarzem-elektrykiem w zajezdni parowozów w Czerkasach, później sekretarz komitetów rejonowych i okręgowego komitetu Komsomołu w Czerkasach. Od VII 1925 w WKP(b), od VI 1929 przewodniczący kolektywu partyjnego cukrowni w Czerkasach, od 1930 studiował w Instytucie Energetyki w Dnieprostroju, później w Nowoczerkaskim Instytucie Przemysłowym, który ukończył 1935. Od V 1935 inżynier prac elektryczno-montażowych w Wołgostroju w Jarosławiu, od 1940 główny mechanik i pomocnik głównego inżyniera Wołgostroju NKWD, od IV 1941 komendant łagru i budowy węzła wodnego górnej Oki w Kałudze. 
Od VII 1941 komendant 9 Zarządu Budowlanego Głównego Zarządu Budownictwa Obronnego (GUOBR) NKWD, później komendant 51 budowy polowej i dowódca 10 Armii Saperskiej, komendant 24 Zarządu Budownictwa Obronnego na Froncie Południowo-Zachodnim, Dońskim i Stalingradzkim, od III 1946 nadzorca budowy Peczorskiego Zagłębia Węglowego; wyróżnił się wówczas zdolnościami organizacyjnymi, doprowadził do obniżenia kosztów wydobycia węgla i zwiększenia wydobycia, jednocześnie jednak doprowadzając do śmierci wielu więźniów budujących kopalnie. Od 15 X 1941 major bezpieczeństwa państwowego, od 23 III 1943 inżynier-pułkownik, od 14 IV 1945 komisarz bezpieczeństwa państwowego, od 9 VII 1945 generał major. 
Od VIII 1946 komendant Dalstroju, od IX 1946 przewodniczący Saksońskiego Zarządu Górniczego w Niemczech, gdzie kierował wydobywaniem rudy uranu na potrzeby radzieckiego projektu atomowego, od 10 V 1947 dyrektor generalny sowieckiej spółki akcyjnej Wismut. Od VI 1951 przewodniczący zarządu obozów pracy poprawczej i budowy MSW ZSRR nr 565 w obwodzie moskiewskim. Od VII 1953 do 1955 kierownik Gławspecstroju w Ministerstwie Średniego Przemysłu Maszynowego. Brał udział w projekcie tworzenia radzieckiej bomby wodorowej. Od III 1955 zastępca szefa 9 Zarządu Ministerstwa Obrony ZSRR, od 1960 szef Zarządu Zasobów Materialnych tego ministerstwa. Od 1964 kierownik inspekcji w Komitecie Państwowym, potem w Ministerstwie Energetyki i Elektryfikacji. Od 1977 szef sekretariatu i kierownik grupy naukowo-badawczej w instytucie „Gidroprojekt”. Deputowany do Rady Najwyższej ZSRR. W 2008 pośmiertnie otrzymał honorowe obywatelstwo Workuty.

## Odznaczenia i nagrody
- Medal Sierp i Młot Bohatera Pracy Socjalistycznej (29 października 1949)
- Order Lenina (czterokrotnie - 21 lutego 1942, 16 maja 1945, 29 października 1949 i 4 stycznia 1954)
- Order Czerwonego Sztandaru (30 stycznia 1951)
- Order Czerwonego Sztandaru Pracy (14 lipca 1944)
- Order Czerwonej Gwiazdy
- Medal „Za zasługi bojowe”
- Medal 100-lecia urodzin Lenina
- Medal „Za obronę Leningradu”
- Medal „Za obronę Moskwy”
- Medal „Za zwycięstwo nad Niemcami w Wielkiej Wojnie Ojczyźnianej 1941–1945”
- Medal jubileuszowy „Dwudziestolecia zwycięstwa w Wielkiej Wojnie Ojczyźnianej 1941–1945”
- Medal jubileuszowy „Trzydziestolecia zwycięstwa w Wielkiej Wojnie Ojczyźnianej 1941–1945”
- Medal „Weteran Sił Zbrojnych ZSRR”
- Medal jubileuszowy „30 lat Armii Radzieckiej i Floty”
- Medal jubileuszowy „40 lat Sił Zbrojnych ZSRR”
- Medal jubileuszowy „50 lat Sił Zbrojnych ZSRR”
- Medal jubileuszowy „60 lat Sił Zbrojnych ZSRR”
- Medal 800-lecia Moskwy
- Medal 250-lecia Leningradu
- Nagroda Stalinowska I stopnia (1951)
- Odznaka „Zasłużony Pracownik MWD” (22 grudnia 1947)